# Municipio de Onamia
El municipio de Onamia (en inglés: Onamia Township) es un municipio ubicado en el condado de Mille Lacs en el estado estadounidense de Minnesota. En el año 2010 tenía una población de 575 habitantes y una densidad poblacional de 6,14 personas por km².

## Geografía
El municipio de Onamia se encuentra ubicado en las coordenadas 46°1′4″N 93°38′25″O / 46.01778, -93.64028. Según la Oficina del Censo de los Estados Unidos, el municipio tiene una superficie total de 93.6 km², de la cual 92,55 km² corresponden a tierra firme y (1,13 %) 1,05 km² es agua.

## Demografía
Según el censo de 2010, había 575 personas residiendo en el municipio de Onamia. La densidad de población era de 6,14 hab./km². De los 575 habitantes, el municipio de Onamia estaba compuesto por el 87,83 % blancos, el 0,17 % eran afroamericanos, el 7,3 % eran amerindios, el 0,87 % eran isleños del Pacífico, el 1,74 % eran de otras razas y el 2,09 % eran de una mezcla de razas. Del total de la población el 3,83 % eran hispanos o latinos de cualquier raza.